# Prima Categoria Liguria 1967-1968
Nella stagione 1967-1968 la Prima Categoria era il 5º livello del calcio italiano. Il campionato è strutturato su vari gironi all'italiana su base regionale.
Nella stagione 1967-1968 solo in Lombardia e in Campania fu giocato il campionato di Promozione. Nelle altre regioni nella stessa stagione fu giocato il campionato di Prima Categoria.
Questo è il girone organizzato dal Comitato Regionale Ligure a cui era demandata l'organizzazione dei campionati delle squadre della Liguria.
Comitato Regionale Ligure, Via N.Bacigalupo 4/6 - Genova, telefono 892.295.
- Presidente - Italo Ferrando
- Segretario - Italo Giudici
- Componenti - Luciano Berio, Salvatore Cuomo, Pietro Minetti, Francesco Postiglioni, Giuseppe Riva.
- Giudice Sportivo - Aldo Bruzzone (sostituto: Dino Bonsignore).
- Commissario Tecnico Regionale - Francesco Postiglioni.

Comitati Provinciali e Locali:

Genova, Imperia, La Spezia, Savona.

## Stagione
La Lega Nazionale Dilettanti (L.N.D.) ha stabilito che per allineare i due gironi al successivo campionato di Promozione 1968-1969 era necessario:
- garantire alla vincente dello spareggio-promozione la promozione in Serie D;
- inserire nel nuovo girone unico di Promozione ligure le squadre classificate dal 2º a 6º posto e la perdente dello spareggio;
- lasciare al giudizio sportivo del Comitato Regionale Ligure la possibilità di completare l'organico delle 16 squadre aggiungendo altre tre squadre indipendentemente dalla posizione stabilita dalla classifica finale.
- Le rimanenti squadre non ammesse al campionato di Promozione 1968-1969 sarebbero state perciò retrocesse in Prima Categoria, ristrutturata e allargata a 4 gironi di 16 squadre ciascuna.

## Girone A

### Squadre partecipanti
| Squadra                            | Città                 |
| ---------------------------------- | --------------------- |
| S.S. Argentina Arma                | Arma di Taggia (IM)   |
| U.S. Cairese                       | Cairo Montenotte (SV) |
| A.S. Campese Mobilificio Triestino | Campo Ligure (GE)     |
| U.S. Cengio                        | Cengio (SV)           |
| U.S. Dianese                       | Diano Marina (IM)     |
| U.S. Finale Ligure                 | Finale Ligure (SV)    |
| U.S. Loanesi                       | Loano (SV)            |
| Pol. Nolese                        | Noli (SV)             |
| U.S. Pro Molare                    | Molare (AL)           |
| U.S. Sampierdarenese 1946          | Ge-Sampierdarena      |
| F.S. Sestrese                      | Ge-Sestri Ponente     |
| Pol. Spotornese Sezione Calcio     | Spotorno (SV)         |
| F.B.C. Vado                        | Vado Ligure (SV)      |
| F.B.C. Veloce                      | Savona                |
| F.B.C. Varazze                     | Varazze (SV)          |
| S.C. Villetta                      | Savona                |

### Classifica finale
|  | Pos. | Squadra              | Pt | G  | V  | N  | P  | GF | GS | DR  |
|  | ---- | -------------------- | -- | -- | -- | -- | -- | -- | -- | --- |
|  | 1.   | Varazze              | 47 | 30 | 19 | 9  | 2  | 52 | 18 | +34 |
|  | 2.   | Pro Molare           | 44 | 30 | 18 | 8  | 4  | 69 | 17 | +52 |
|  | 3.   | Pontedecimo          | 43 | 30 | 18 | 7  | 5  | 53 | 25 | +28 |
|  | 3.   | Vado                 | 43 | 30 | 17 | 9  | 4  | 56 | 19 | +37 |
|  | 5.   | Loanesi              | 40 | 30 | 17 | 6  | 7  | 55 | 24 | +31 |
|  | 6.   | Campese              | 37 | 30 | 15 | 7  | 8  | 57 | 33 | +24 |
|  | 7.   | Spotornese           | 30 | 30 | 9  | 12 | 9  | 28 | 27 | +1  |
|  | 8.   | Sampierdarenese 1946 | 28 | 30 | 12 | 4  | 14 | 37 | 38 | -1  |
|  | 8.   | Finale Ligure        | 28 | 30 | 9  | 10 | 11 | 30 | 39 | -9  |
|  | 10.  | Veloce Savona        | 28 | 30 | 10 | 8  | 12 | 35 | 39 | -4  |
|  | 11.  | Nolese               | 26 | 30 | 9  | 8  | 13 | 33 | 45 | -12 |
|  | 12.  | Dianese              | 24 | 30 | 8  | 8  | 14 | 33 | 42 | -9  |
|  | 13.  | Argentina            | 22 | 30 | 8  | 6  | 16 | 43 | 63 | -20 |
|  | 14.  | Cairese (-1)         | 16 | 30 | 4  | 9  | 17 | 26 | 63 | -37 |
|  | 15.  | Cengio               | 14 | 30 | 5  | 4  | 21 | 24 | 75 | -51 |
|  | 16.  | Villetta (-1)        | 8  | 30 | 2  | 5  | 23 | 29 | 91 | -62 |

Legenda:
      Va allo spareggio per la Serie D 1968-1969.
      Promosso in Promozione Liguria 1968-1969.
      Retrocesso in Prima Categoria 1968-1969.
Regolamento:
Due punti a vittoria, uno a pareggio, zero a sconfitta.
Pari merito in caso di pari punti per le squadre non in zona promozione e/o retrocessione.
Differenza reti per le squadre in zona retrocessione. La peggiore retrocede.
Note:

## Girone B

### Squadre partecipanti
| Squadra                           | Città                        |
| --------------------------------- | ---------------------------- |
| A.S. A.N.P.I. Sport E. Casassa    | Genova                       |
| A.C. Arsenale                     | La Spezia                    |
| A.C. Bolanese                     | Bolano (SP)                  |
| A.C. Carlo Grasso                 | Rapallo (GE)                 |
| ?.?. Centrale del Latte           | Genova                       |
| U.S. Don Bosco                    | Ge-Sampierdarena             |
| A.C. Fontanabuona                 | Fontanabuona de Martini      |
| ?.?. Fulgorcavi                   | Uscio (GE)                   |
| U.S. Lavagnese                    | Lavagna (GE)                 |
| S.C. Molassana Boero              | Molassana (GE)               |
| A.S. Ponte Carrega                | Genova                       |
| Pol. Pro Recco                    | Recco (GE)                   |
| U.S. Quezzi Canevello             | Genova                       |
| A.C. Sammargheritese              | Santa Margherita Ligure (GE) |
| U.S. Sant'Agostino di Sant'Olcese | Sant'Olcese (GE)             |
| S.S. Vigili Urbani                | Genova                       |

## Classifica finale
|  | Pos. | Squadra                | Pt | G  | V  | N  | P  | GF | GS | DR  |
|  | ---- | ---------------------- | -- | -- | -- | -- | -- | -- | -- | --- |
|  | 1.   | Arsenale               | 51 | 30 | 21 | 9  | 0  | 66 | 20 | +46 |
|  | 2.   | Molassana Boero        | 45 | 30 | 17 | 11 | 2  | 46 | 16 | +30 |
|  | 3.   | Sammargheritese        | 39 | 30 | 15 | 9  | 6  | 46 | 20 | +26 |
|  | 4.   | Lavagnese              | 36 | 30 | 15 | 6  | 9  | 44 | 35 | +9  |
|  | 5.   | Fulgorcavi             | 35 | 30 | 11 | 13 | 6  | 35 | 21 | +14 |
|  | 6.   | S.Agostino di S.Olcese | 34 | 30 | 13 | 8  | 9  | 51 | 27 | +24 |
|  | 7.   | Vigili Urbani          | 30 | 30 | 9  | 12 | 9  | 25 | 25 | 0   |
|  | 8.   | Don Bosco              | 29 | 30 | 7  | 15 | 8  | 33 | 34 | -1  |
|  | 8.   | Carlo Grasso           | 29 | 30 | 12 | 5  | 13 | 38 | 47 | -9  |
|  | 10.  | Centrale del Latte     | 27 | 30 | 8  | 11 | 11 | 31 | 34 | -3  |
|  | 10.  | Pro Recco              | 27 | 30 | 7  | 13 | 10 | 35 | 41 | -6  |
|  | 12.  | Ponte Carrega          | 25 | 30 | 6  | 13 | 11 | 30 | 38 | -8  |
|  | 13.  | A.N.P.I. E.Casassa     | 23 | 30 | 6  | 11 | 13 | 17 | 33 | -16 |
|  | 14.  | Bolanese               | 22 | 30 | 7  | 8  | 15 | 23 | 45 | -22 |
|  | 15.  | Quezzi Canevello       | 16 | 30 | 5  | 6  | 19 | 24 | 60 | -36 |
|  | 16.  | Fontanabuona (-1)      | 11 | 30 | 3  | 6  | 21 | 24 | 72 | -48 |

Legenda:
      Va allo spareggio per la Serie D 1968-1969.
      Promosso in Promozione Liguria 1968-1969.
      Retrocesso in Prima Categoria 1968-1969.
Regolamento:
Due punti a vittoria, uno a pareggio, zero a sconfitta.
Pari merito in caso di pari punti per le squadre non in zona promozione e/o retrocessione.
Differenza reti per le squadre in zona retrocessione. La peggiore retrocede.
Note:

## Spareggi promozione
|          | Risultati |          | Luogo e data             |
| -------- | --------- | -------- | ------------------------ |
| Varazze  | 0-0       | Arsenale | Varazze, 2 giugno 1968   |
| Arsenale | 3-1       | Varazze  | La Spezia, 9 giugno 1968 |
|          |           |          |                          |

- L'Arsenale è promosso in Serie D 1968-1969.

### Libri
- Annuario F.I.G.C. 1967-1968 - Roma (1968), conservato presso:
  - tutti i Comitati Regionali F.I.G.C.-L.N.D.;
  - la Lega Nazionale Professionisti;
  - Biblioteca Nazionale Centrale di Firenze.
- Gianluigi Raffo, Carlo Fontanelli, L'Unione che forza! 90 anni con l'U.S. Lavagnese, Empoli (FI), Geo Edizioni S.r.l..
- Nanni De Marco, Balestrino, De Vincenzo, Grasso e Varicelli, Storia del Vado F.B.C. 1913 - 1913-1999 - 86º anno di fondazione, Savona, Marco Sabatelli Editore, 1999.

### Giornali
- Archivio della Gazzetta dello Sport, stagione 1968-1969, consultabile presso le Biblioteche:
  - Biblioteca Nazionale Braidense di Milano;
  - Biblioteca Nazionale Centrale di Firenze;
  - Biblioteca Nazionale Centrale di Roma;
  - Biblioteca Civica Berio di Genova;
  - e presso Emeroteca del C.O.N.I. di Roma (non è online ma è da consultare in sede).
- La Gazzetta del Lunedì, anni 1967 e 1968 (Genova, Biblioteca Universitaria in via Balbi).
- Il Corriere Mercantile, anno 1967 e 1968 (Genova, Biblioteca Universitaria in via Balbi).